# Бодрумска прича
Бодрумска прича (тур. Bodrum Masalı) турска је љубавно-драмска телевизијска серија чији је режисер Мехмет Ада Озтекин и сценаристи Башар Башаран и Емре Оздурун. Премијерно се приказивала од 18. августа 2016. до 18. јуна 2017. године на каналу Kanal D. Главне улоге тумаче Тимучин Есен, Шевал Сам, Мурат Ајген, Алперен Дујмаз, Дилан Дениз, Хилми Џем Интепе и Езги Шенлер.
У Србији се приказивала у току 2020. године на каналу Хепи ТВ, титлована на српски језик.

## Радња
Еврен Ергувен је амбициозан човек који има много хотела. Живи богат живот у Истанбулу са супругом Јилдиз, сином Атешом и ћерком Су. Међутим, он има тајни живот са другом женом у Бодруму, где се налази већина његових хотела. Његов се живот у тренутку мења због погрешних одлука и он не може обуздати банкрот.
Након банкрота, они губе све, осим мале куће и 50% деоница малог хотела у Бодруму, који је Јилдиз оставио њен отац. Породица одлучује да се пресели у Бодрум, започне да живи у тој малој кући и поново одржи живот са тим малим хотелом. Међутим, породици која је раније навикла да има богати живот ништа није лако.
Атеш и Су остављају иза себе богате пријатеље и почињу да иду у редовну јавну школу у Бодруму. Они такође желе да нађу неки хонорарни посао како би издржавали породицу. Тешко је живети без новца, али свој нови живот почињу прилагођавати уз помоћ локалних пријатеља, Келебека и Асли.
Јилдиз, с друге стране, жели да изгледа јака зарад породице. Међутим, ни њој ни супругу није лако, зато што друга половина малог хотела припада Фарјалију који је Јилдизин бивши дечко. Фарјали није ожењен и никад не заборавља Јилдиз. Све своје време посвећује овом малом хотелу и не жели да сарађује са Јилдиз.

## Сезоне
| Сезона | Сезона | Број епизода | Приказивање у Турској               | Приказивање у Србији                        |
| ------ | ------ | ------------ | ----------------------------------- | ------------------------------------------- |
|        | 1      | 42           | 18. август 2016. — 18. јун 2017. () | 28. јул 2020. — 6. децембар 2020. (Хепи ТВ) |

## Улоге
| Глумац            | Улога               | Епизода |
| ----------------- | ------------------- | ------- |
| Тимучин Есен      | Фарјали             | 1-      |
| Шевал Сам         | Јилдиз Ергувен      | 1-      |
| Мурат Ајген       | Ервен Ергувен       | 1-      |
| Алперен Дујмаз    | Атеш Ергувен        | 1-      |
| Дилан Дениз       | Су Ергувен          | 1-      |
| Хилми Џем Интепе  | Хусну (Келебек)     | 1-      |
| Езги Шенлер       | Асли                | 1-      |
| Нежат Ишлер       | Бора Генџај         | 22-     |
| Аслихан Гурбуз    | Маја Тријандафилиди | 27-     |
| Топрак Саглам     | Гозде Генџај        | 1-      |
| Серхан Онат       | Узај Челик          | 1-      |
| Серел Јерели      | Алара Акаслан       | 1-      |
| Биге Онал         | Лал                 | 22-     |
| Фатма Белген      | Узум                | 5-      |
| Синан Бенгијер    | Хајдар              | 5-      |
| Бора Џенгиз       | Џенк                | 1-      |
| Кан Чакир         | Џахит Акаслан       | 2-      |
| Ебру Унуртан      | Џејда Акаслан       | 2-      |
| Зехра Јилмаз      | Рана                | 1-      |
| Назли Кар         | Шуле                | 1-      |
| Јенер Гурсој      | Горенч              | 2-      |
| Киванч Касабали   | Нежат               | 12-     |
| Џемалетин Џекмеџе | Асим                | 1-      |
| Тугај Бахси       | Мерт                | 1-      |
| Озан Уџар         | Јигит               | 1-      |